# Предял
Предял (рум. Predeal, венг. Predeál, нем. Schanzpass) — город и горный курорт в Румынии.

## География
Город Предял находится в центральной части Румынии, на территории жудеца (уезда) Брашов, в румынских Карпатах. Является наиболее высоко расположенным румынским городом, лежит на горном перевале на высоте в 1.093 метра над у.м., соединяющим Валахию и Трансильванию, а также столицу Румынии Бухарест со столицей Венгрии Будапештом. Через город проходят стратегическое шоссе и двухколейная электрифицированная железнодорожная линия. Непосредственно севернее города ранее проходила граница между Австро-Венгрией и Румынией.
В годы Первой мировой войны в окрестностях Предяла шли ожесточённые бои. Ныне здесь — популярный горнолыжный курорт.
Последние 20 лет своей жизни в Предяле провёл свергнутый в 1914 году правитель Албании (формально оставался правителем этой страны до 1925), князь Вильгельм Вид (1876—1945).